# Andrew Lockley
Andrew Lockley (* 5. Mai 1971 in London, Großbritannien) ist ein britischer Spezialeffekt-Designer beziehungsweise Digital Film Compositor.

## Leben
Seit dem Jahr 2000 arbeitete Lockley in der Filmindustrie als 2D-Artist an Spezialeffekten diverser Kinofilme und einiger Folgen der Fernsehserie Randall & Hopkirk (Deceased). 

## Auszeichnungen (Auswahl)
Oscars (Academy Awards)
- 2011: gewonnen für Inception
- 2015: gewonnen für Interstellar
- 2021: gewonnen für Tenet

BAFTA Awards
- 2011: gewonnen für Inception
- 2013: nominiert für The Dark Knight Rises
- 2015: gewonnen für Interstellar
- 2021: gewonnen für Tenet

Satellite Awards
- 2010: nominiert für Inception
- 2015: nominiert für Interstellar

Broadcast Film Critics Association
- 2011: gewonnen für Inception

## Filmografie (Auswahl)
- 2001: Revelation – Die Offenbarung (Revelation)
- 2002: Pluto Nash – Im Kampf gegen die Mondmafia (The Adventures of Pluto Nash)
- 2002: Harry Potter und die Kammer des Schreckens (Harry Potter and the Chamber of Secrets)
- 2002: James Bond 007 – Stirb an einem anderen Tag (Die Another Day)
- 2003: Die Liga der außergewöhnlichen Gentlemen (The League of Extraordinary Gentlemen)
- 2003: Unterwegs nach Cold Mountain (Cold Mountain)
- 2004: Alien vs. Predator
- 2005: Batman Begins
- 2005: Harry Potter und der Feuerkelch (Harry Potter and the Goblet of Fire)
- 2007: Hot Fuzz – Zwei abgewichste Profis (Hot Fuzz)
- 2008: 10.000 B.C.
- 2008: The Dark Knight
- 2010: Prince of Persia: Der Sand der Zeit (Prince of Persia: The Sands of Time)
- 2010: Inception
- 2012: The Dark Knight Rises
- 2014: Interstellar
- 2016: Alice im Wunderland: Hinter den Spiegeln (Alice Through the Looking Glass)
- 2016: Die Insel der besonderen Kinder (Miss Peregrine’s Home for Peculiar Children)
- 2017: Dunkirk
- 2018: Venom
- 2020: Tenet